# Classe C (rischio teratogenico ADEC)
La classe C di rischio teratogeno secondo la classificazione operata dall'Australian Drug Evaluation Committee (ADEC) include quei farmaci che hanno provocato o si sospetta siano causa di effetti tossici che possono essere reversibili e non presentano malformazioni.

## A
- Abiciximab[2]
- Acido etacrinico[3]
- Acido fusidico[4]
- Acido mefenamico[5]
- Acido tiaprofenico[5]
- Adalimumab
- Aldesleuchina
- Alefacept
- Alfentanil[6]
- Aloperidolo[7]
- Alprazolam[8]
- Alprenololo[9]
- Amilobarbitone[10]
- Amiloride[11]
- Amiodarone[12]
- Amitriptilina[13]
- Amlodipina[14]
- Anastrozolo[15]
- Aspirina[16]
- Atenololo[9]
- Atracurio[17]

## B
- Balsalazide
- Bendrofluazide[3]
- Betaxololo[18]
- Bevantololo[9]
- Bisoprololo
- Bivaluridina
- Bortezomib
- Bretilio tosilato[14]
- Bromazepam[8]
- Bumetanide[3]
- Buprenorfina[6]

## C
- Carbetocina
- Carbimazolo[19]
- Carvedilolo[9]
- Chinetazone[3]
- Chinidina[20]
- Ciclopentiazide[3]
- Ciclosporina[21]
- Citalopram[22]
- Clobazam[8]
- Clofazimina[23]
- Clomipramina[13]
- Clonazepam[8]
- Clopamide[3]
- Clorazepato[8]
- Clordiazepossido[8]
- Clorotiazide[3]
- Clorpromazina[24]
- Clorpropamide[25]
- Clortalidone[3]
- Clozapina[26]

## D
- Dalteparina[2]
- Danaparoid[2]
- Deferasirox
- Desipramina[13]
- Destromoramide[6]
- Destropropossifene[6]
- Diazepam[8]
- Diazossido[27]
- Diclofenac[5]
- Difenossilato[28]
- Diflunisal[5]
- Diidroergotamina[29]
- Diltiazem[14]
- Dotiepina[13]
- Doxepina[13]
- Droperidolo[7]
- Drotrecogin alfa

## E
- Efalizumab
- Enoxaparina[2]
- Eparina[2]
- Eptifibatide
- Ergometrina[30]
- Ergotamina[29][30]
- Erlotinib
- Escitalopram
- Esmololo[9]
- Etoricoxib
- Everolimus
- Exemestano

## F
- Fattore IX di coagulazione umano[31]
- Felodipina[14]
- Fenilbutazone[5]
- Fenoperidina[6]
- Fentanil[6]
- Fisostigmina
- Flufenazina[32]
- Flunitrazepam[8]
- Fluoxetina[22]
- Flupentixolo[32]
- Flurazepam[8]
- Fluvoxamina[22]
- Fondaparinux
- Frusemide[3]

## G
- Gallamina[17]
- Gefitinib
- Glibenclamide[25]
- Gliclazide[25]
- Glimepiride[25]
- Glipizide[25]

## I
- Ibuprofene[5]
- Idralazina[33]
- Idroclorotiazide[3]
- Idromorfone[6]
- Imipramina[13]
- Indapamide[3]
- Indometacina[5]
- Infliximab
- Isoxsuprina[34]
- Isradipina[14]

## K
- Ketoprofene[5]
- Ketorolac[5]

## L
- Labetalolo[9]
- Lanreotide
- Lercanidipina
- Levobunololo[18]
- Lorazepam[8]
- Lumiracoxib

## M
- Mefruside[3]
- Meprobamato[35]
- Mesalazina
- Metadone[6]
- Metaraminolo[36]
- Metformina[25]
- Meticlotiazide[3]
- Metilprednisolone aceponato
- Metisergide[29]
- Metolazone[3]
- Metoprololo[9]
- Metossiflurano[37]
- Midazolam[8]
- Minoxidil[38]
- Morfina[6]

## N
- Nabumetone[5]
- Nadroparina[2]
- Naprossene[5]
- Natalizumab
- Nateglinide
- Nicardipina[14]
- Nifedipina[14]
- Nimodipina[14]
- Nisoldipina[14]
- Nitrazepam[8]
- Nortriptilina[13]

## O
- Octreotide[39]
- Olsalazina[5]
- Ossicodone[6]
- Oxazepam[8]
- Oxprenololo[9]

## P
- Papaveretum[6]
- Parecoxib
- Paroxetina[22]
- Pentazocina[6]
- Pentobarbital[10]
- Perfenazina[32]
- Pergolide[40]
- Periciazina[32]
- Petidina[6]
- Pindololo[9]
- Pipecuronio[17]
- Piridostigmina[41]
- Piroxicam[5]
- Proclorperazina[42]
- Promazina[32]
- Prometazina[42]
- Propiltiouracile[19]
- Propofol[37]
- Propranololo[9]
- Prostaglandina E2/dinoprostone
- Protriptilina[13]

## R
- Remifentanil[6]
- Repaglinide
- Reteplasi
- Rifabutina[43]
- Rifampicina[43]
- Rituximab[44]

## S
- Salicilato di sodio[5]
- Sertralina[22]
- Sibutramina
- Sirolimus
- Sodio nitroprusside
- Sotalolo[9]
- Streptochinasi
- Sulfadiazina
- Sulfadossina
- Sulfametizolo
- Sulfametossazolo
- Sulindac[5]

## T
- Tacrina
- Tacrolimus
- Tecnezio (99mTc) e bicisato diidrocloruro kit
- Tecnezio-(99mTc)-esametazina (iniezione)
- Temazepam[8]
- Tenecteplasi
- Tenoxicam[5]
- Tietilperazina[42]
- Timololo[18]
- Tiopropazato
- Tioridazina
- Tolazamide[25]
- Tolbutamide[25]
- Tramadolo[6]
- Triamterene[11]
- Triazolam[8]
- Trifluoperazina
- Trimeprazina
- Trimipramina[13]
- Tubocurarina

## V
- Valdecoxib
- Vecuronio
- Verapamil

## Z
- Zaleplon
- Zopiclone